# Yana de Leeuw
Yana de Leeuw (ur. 6 września 1990 w Antwerpii) – siatkarka i reprezentantka Belgii, rozgrywająca.
Jest związana z Matthijsem Verhannemanem, belgijskim siatkarzem.

## Sukcesy
- 2009: wicemistrzostwo Belgii
- 2010: finalistka pucharu Challenge